# Daniel Duarte Romero
Daniel Duarte Romero (México, D. F., 24 de mayo de 1985) es un futbolista mexicano. Juega como Defensa. Actualmente milita en el Atlético Huila de la Categoría Primera A de Colombia.

## Trayectoria
| Club                 | País     | Año             | Partidos | Goles | Media |
| -------------------- | -------- | --------------- | -------- | ----- | ----- |
| Correcaminos UAT     | México   | 2007 - 2008     | 34       | 1     | 0.03  |
| Potros Chetumal      | México   | 2008            | 12       | 0     | 0     |
| León                 | México   | 2009 - 2010     | 2        | 0     | 0     |
| Alacranes de Durango | México   | 2010 - 2011     | 11       | 1     | 0.09  |
| León                 | México   | 2011 - 2012     | 1        | 0     | 0     |
| Celaya               | México   | 2014            | 11       | 0     | 0     |
| Atlético San Luis    | México   | 2014            | 5        | 1     | 0.2   |
| Correcaminos UAT     | México   | 2015            | 17       | 1     | 0.06  |
| Potros UAEM          | México   | 2016            | 6        | 1     | 0.17  |
| Boyacá Chicó         | Colombia | 2017 - 2018     | 29       | 3     | 0.1   |
| Atlético Huila       | Colombia | 2018 - Presente | 9        | 1     | 0.11  |
| Total                | Total    | 2007 - Presente | 137      | 9     | 0.07  |

## Palmarés

### Campeonatos nacionales
| Título    | Club         | País     | Año  |
| --------- | ------------ | -------- | ---- |
| Primera B | Boyacá Chicó | Colombia | 2017 |